# 龍與地下城：盜賊榮耀
《龍與地下城：盜賊榮耀》（英語：Dungeons & Dragons: Honor Among Thieves）是一部2023年美國和加拿大合拍的奇幻搶劫動作喜劇片，由強納森·高斯汀與約翰·戴利編劇和執導。該片改編自孩之寶同名遊戲系列，同時是《龍與地下城》系列電影的重啟作，主演包括克里斯·潘恩、蜜雪兒·羅德里奎茲、雷吉-讓·佩吉、賈斯特·史密斯、蘇菲亞·莉莉絲和休·葛蘭。故事講述一位迷人的盜賊和一群不太可能的冒險家組成團隊，為了找回丟失的遺物，共同展開了一場史詩般的探索；但當他們與錯誤的人發生衝突時，情況陷入危急。
《龍與地下城：盜賊榮耀》2023年3月10日在西南偏南全球首映，由派拉蒙影業定檔2023年3月31日於美國上映。電影發行後獲得正面為主的評價，幽默風格、情感深度、視覺效果、動作場面、演員的表現獲得媒體與影評家的青睞，但也有部分評論認為劇情偏向可預測的趨勢。電影在涵蓋宣傳費用的情況未能達成收支平衡，成為賠本作品。派拉蒙+後續著手製作一部基於原版遊戲改編的電視連續劇，由勞森·馬修·托波擔任執行製片人和劇集主管。

## 劇情
故事以埃德金·達維斯和同夥霍爾嘉·奇爾高雷接受審判斟酌罪刑作為開端，闡述埃德金與霍爾嘉截至兩年前入獄為止的經歷：埃德金是一名經歷豐富的吟遊詩人，和妻子育有獨生女綺拉，但在某次執行任務的過程中，埃德金因為一時的貪心，導致妻子被一名曾遭他逮捕的紅袍法師殺害，對自己造成妻子遇害一事感到自責。後來他和被所屬部落放逐的蠻族女性霍爾嘉成為夥伴，霍爾嘉將綺拉視如己出，還贈與後者一條能讓使用者隱形的吊墜。為了養活自己與女兒綺拉、展開新的生活，埃德金開始以行竊為生，還陸續結識業餘術士賽門·奧瑪、遊蕩者福吉·弗萊徹組成冒險團隊四處闖蕩。在某次執行任務期間，他們潛入了一座要塞，以獲取可以讓埃德金復活他的妻子的復活石板，但福吉的新朋友索菲娜被發現是一名紅袍法師，索菲娜闖入要塞偷走了其他東西，在這場混亂中，賽門、福吉逃出了要塞，埃德金、霍爾嘉則被敵方逮住而鋃鐺入獄。
時間點返回兩年後的現在，埃德金與霍爾嘉終於如願逃出監獄重獲自由，當他們四處打聽消息，與綺拉和昔日受託在這兩年期間代替他們照看著綺拉的夥伴福吉重逢時，獲知福吉不但已經成為絕冬城的領主，還將當年陷他們於不利的紅袍法師索菲娜提拔為個人顧問，但是福吉持續對外聲稱埃德金被抓是因為他只是想發財、而不是透露當初一行人為了取得復活石板才闖入要塞的真相，連綺拉也受福吉的影響與埃德金產生隔閡，在得知埃德金與霍爾嘉為了取得復活石板而來、兩者被絕冬城通緝時憤然離去。當福吉的部下在索菲娜的命令下試圖處決越獄的埃德金與霍爾嘉時，埃德金與霍爾嘉逃離福吉勢力的追緝，決定招募新的團隊成員一起闖入福吉的金庫並取回復活石板，以證明他們說的才是實話。埃德金與霍爾嘉先是邀請同為昔日冒險夥伴的賽門入夥，接著賽門還引薦他們會晤提夫林族出身的女性德魯伊多莉克，至此一行人正式組成新的冒險團隊，前往福吉的金庫。
拜多莉克運用變身動物的能力進行偵查所賜，一行人確認了金庫周圍的防禦工事，但是賽門告訴一行人，自己的魔法還沒有純熟到能解除設置於金庫門上的複雜魔法。此時霍爾嘉回憶起過往她的同胞曾經保有這種力量的遺物——「裂解頭盔」，轉而帶領一行人抵達一座古墓，讓賽門可以用具備法力的護身符「牧師令」對往生者提問，從而確認士兵們在最後一場戰鬥中找到了他們要尋找的頭盔，同時追朔至紅袍法師摧毀他們的國家後的倖存者——聖騎士贊柯·葉恩德。埃德金等人與贊柯接洽後，贊柯帶領一行人前往他留下遺物的地下城，這也讓賽門獲得了一根允許短距離傳送的魔杖「來去杖」。贊柯在取回自己的頭盔後，與埃德金等人道別，但是賽門無法掌握頭盔的力量。埃德金見狀，提出了新的行動方案：在重新開放金庫的期間，使用傳送魔杖潛入金庫內並竊取復活石板。但是當一行人正式展開行動，歷經波折進入金庫裡時，卻發現金庫裡空無一物，這讓埃德金察覺福吉和當年的紅袍法師索菲娜仍維持著合作關係。索菲娜欲施展一個古老的儀式，用她竊來的角將欣賞鬥技場比賽的人們變成她的殭屍奴隸，與此同時福吉則趁機帶著財寶逃走。
埃德金等人被福吉與索菲娜捕獲，但埃德金巧藉對方的自負心理說服對方讓團隊參與鬥技場比賽，並在比賽中驚險脫逃。當眾人來到福吉存放財寶的船上時，福吉以綺拉的性命要脅埃德金等人放棄他們即將偷走的船隻，證實了埃德金以前說的是實話，使綺拉得以與埃德金和解。當眾人順利打敗福吉並駕船離開時，卻發現索菲娜開始在鬥技場實行轉化殭屍的儀式，埃德金決定他們必須回去拯救人們，於是使用傳送魔杖將福吉先前偷來的財寶從船上傳送到天上的熱氣球、灑遍街坊巷弄以吸引觀眾離開鬥技場，藉此讓人們逃離被轉化成殭屍的威脅。被埃德金等人破壞計劃的索菲娜怒不可遏，出手攻擊一行人，但出乎意料的是，賽門在雙方交手的過程中成功掌握了自身的魔法，索菲娜試圖使用時間停止咒語對付他們，反遭賽門取消了咒語，這也使得綺拉得以趁機使用隱形吊墜隱身後將反魔法手鐲銬在索菲娜身上，讓埃德金等人聯手擊敗失去法力的索菲娜。然而在先前的交戰過程中，霍爾嘉因為中了足以致命的劇毒而身亡，埃德金一改先前想要用復活石板讓妻子死而復生的想法，選擇用復活石板救回對自己的女兒綺拉照顧有加的霍爾嘉。
事件落幕後，因索菲娜被擊敗使絕冬城的前任領主從沉睡詛咒中甦醒。埃德金等人因為拯救人們免於危機的行動，被視為英雄相待。福吉則因為罪行被公諸於世(教唆紅袍法師讓絕冬城的前任領主沉睡並讓自己當任領主、欺騙絕冬城的市民和絕冬城外等領主等)而失去擔任領主的資格，被絕冬城的前任領主下令監禁。一年後福吉仿照埃德金與霍爾嘉在故事開頭接受審判斟酌刑期時的手法，試圖逃獄，結果以失敗告終(之後再被加重刑期)。
片尾彩蛋中，顯示被賽門使用「牧師令」提問的往生者在埃德金等人離開很久之後仍維持活動狀態，懇求著再向他提問一個問題，以便讓他恢復安息狀態。

## 演員
- 克里斯·潘恩 飾演 埃德金·達維斯（Edgin Darvis）：本作男主角，吟遊詩人、前「豎琴手同盟」成員。在妻子去世後，他與霍爾嘉一同撫養女兒綺拉，後在一次盜竊任務中失手被捕[4][5]。
- 蜜雪兒·羅德里奎茲 飾演 霍爾嘉·奇爾高雷（Holga Kilgore）：女野蠻人，因愛上了外族人而被所屬的麋鹿部落放逐[6][7]，後在認識埃德金後協助他照顧女兒[8]。
- 雷吉-讓·佩吉 飾演 贊柯·葉恩德（Xenk Yendar）：泰伊人聖騎士，因受薩扎斯坦的咒術影響，而令其衰老程度比普通人緩慢[6][7]。
- 賈斯特·史密斯 飾演 賽門·奧瑪（Simon Aumar）：只會一些小把戲的三流術士，同時也是知名巫師艾爾明斯特·奧瑪的後裔[6][9]。
- 蘇菲亞·莉莉絲 飾演 多莉克（Doric）：提夫林族（英语：Tiefling）的德魯伊，與綠翠飛地（Emerald Enclave）的族人一同生活，擁有掌控自然之力與變身野獸的力量[6]。
- 休·葛蘭 飾演 福吉·費威廉（Forge Fitzwilliam）：極具野心的遊蕩者和騙子[6]，埃德金的昔日友人，在他入獄後成為綺拉的監護人和絕冬城領主[5][10]。
- 克蘿伊·柯爾曼（英语：Chloe Coleman） 飾演 綺拉（Kira Darvis）：埃德金與亡妻的女兒，因埃德金入獄而由福吉撫養[4][5]。
- 黛西·赫德（英语：Daisy Head） 飾演 索芬娜（Sofina）：紅袍法師，同時也是一名巫妖，薩扎斯坦的得意門徒，被其派去利用福吉奪取絕冬城的控制權[11] 。
- 傑森·王（英语：Jason Wong） 飾演 達拉斯（Dralas）：刺客，泰伊人殺手團首領[12]。

此外，伊恩·漢莫爾飾演死靈法師薩扎斯坦，前泰伊人紅袍大法師。尼古拉斯·布蘭、布萊恩·拉金、莎拉·阿曼克瓦（Sarah Amankwah）和克萊頓·格羅弗（Clayton Grover）分別飾演赦免委員會的四名委員安德頓大法官（Chancellor Anderton）、諾里修斯大法官（Chancellor Norixius）、托波女爵（Baroness Torbo）和莊納芬大法官（Chancellor Jarnathan）。澳洲喜劇組合Aunty Donna在澳洲院線版本聲演被埃德金等人問話的屍體。布萊德利·庫柏客串飾演霍爾嘉的前夫馬勒明（Marlemin）。同樣改編自《龍與地下城》的1983年動畫《亞空大作戰》中的六名主角作為鬥技場選手在電影中短暫出現。

## 製作

### 發展
2013年5月7日，華納兄弟和寇特尼·所羅門的宣佈製作《龍與地下城系列電影》的重啟作。該片由大衛·萊斯利·強森-麥戈德里克編劇，羅伊·李、亞倫·齊曼和所羅門擔任製片人。2天後，孩之寶提起訴訟，稱他們將與環球影業共同製作《龍與地下城》的重啟電影，並由克里斯·摩根編劇和執導。2015年8月3日，在美國加利福尼亞中區聯邦地區法院法官朱美瑜敦促下雙方達成和解，華納兄弟將與孩之寶一同製作電影。2016年3月31日，羅勃·萊特曼正為執導電影進行洽談，並於5月13日確認執導電影。2017年4月，作為角色扮演遊戲狂熱粉絲的喬·曼格尼洛透露他一直在為獲得電影的製作權進行談判，而曼格尼洛和約翰·卡塞爾（John Cassel）被聘用為該計劃共同撰寫劇本。2017年12月，在經歷不同程度的發展後，該片改由派拉蒙影業、和製作，並定於2021年7月23日上映。2018年2月20日，派拉蒙分別與克里斯·麥凱和麥可·葛里洛（Michael Grillo）進行洽談。2019年2月，大衛·萊斯利·強森-麥戈德里克已完成了劇本草稿。2019年7月30日，強納森·高斯汀與約翰·戴利為執導電影進行洽談，而劇本將繼續由麥可·葛里洛撰寫。2020年1月，高斯汀和戴利宣佈他們已共同撰寫了新的劇本草稿。2020年5月6日，宣佈高斯汀和戴利將撰寫劇本，而Entertainment One的傑瑞米·拉切姆（Jeremy Latchem）將擔任製片人之一。

### 選角
2016年6月27日，安索·艾格特正在與羅勃·萊特曼進行洽談。2020年12月，克里斯·潘恩加入演員陣容。2021年2月，蜜雪兒·羅德里奎茲、雷吉-讓·佩吉和賈斯特·史密斯加入演員陣容。3月，休·葛蘭和蘇菲亞·莉莉絲加入演員陣容，而葛蘭將飾演該片的反派角色。5月，黛西·赫德加入演員陣容。

### 拍攝
拍攝於2021年4月初在冰島開始進行。拍攝地點還包括貝爾法斯特和北愛爾蘭。

## 發行
《龍與地下城：盜賊榮耀》最初定檔2021年7月23日在美國上映。2020年4月，受2019冠狀病毒病疫情影響，該片延期至2022年5月27日在美國上映。2021年4月，該片再度延期至2023年3月3日在美國上映。2022年4月21日公布正式片名。2022年11月，該片延期至2023年3月31日。
《龍與地下城：盜賊榮耀》2023年3月29日在台灣上映，此前於3月24日至26日先行推出三天口碑場（部分影院）。

## 迴響

### 評價
《龍與地下城：盜賊榮耀》獲得影評界普遍正面的口碑。在爛番茄網站上根據313篇評論而持有91%的新鮮度，平均評分為7.4／10；該網站共識：「《龍與地下城：盜賊榮耀》是一部有著堅實的情感內核、富有感染力的勵志喜劇，即使您對遊戲一無所知，也能從中獲得樂趣十足的幻想及冒險。」Metacritic則根據57位影評人給出72分，代表「普遍正面的評價」。

### 票房
全球票房突破了2亿美元，首周上映票房3850万美元。
| 上一届： 《捍衛任務4》 | 2023年美國週末票房冠軍 第13週 | 下一届： 《超級瑪利歐兄弟電影版》 |

## 外部連結
- 互联网电影数据库（IMDb）上《龍與地下城：盜賊榮耀》的资料（英文）
- Metacritic上《龍與地下城：盜賊榮耀》的資料（英文）
- Box Office Mojo上《龍與地下城：盜賊榮耀》的資料（英文）
- 爛番茄上《龍與地下城：盜賊榮耀》的資料（英文）
- AllMovie上《龍與地下城：盜賊榮耀》的资料（英文）
- 開眼電影網上《龍與地下城：盜賊榮耀》的資料（繁體中文）
- 豆瓣电影上《龍與地下城：盜賊榮耀》的資料 （简体中文）
- 时光网上《龍與地下城：盜賊榮耀》的資料（简体中文）